# 恋人たち (2015年の映画)
『恋人たち』（こいびとたち）は、橋口亮輔監督・脚本による2015年の日本のドラマ映画。

## あらすじ
弁当屋に務める瞳子（成嶋瞳子）は、夫と姑との代わり映えのしない暮らしを続けている。雅子妃のファンである彼女の日課は、友人たちとの皇居参観の際に撮影されたビデオを見直すことである。
取引先である肉屋の弘（光石研）と偶然に会った瞳子は、晴美（安藤玉恵）の経営するスナックへ行き、美女水という名の高価な飲料水を売りつけられる。後日、美女水を持った弘が瞳子の家に訪ねてくる。
弁護士の四ノ宮（池田良）は、夫を結婚詐欺で訴えようとしている女子アナ（内田慈）の相談に乗る。帰り道、何者かに背中を押された彼は、階段を転げ落ち、足を骨折する。
入院している四ノ宮のもとを、学生時代からの友人である不動産業者の聡（山中聡）が見舞いに訪れる。聡は、四ノ宮が同性愛者であることを知っているが、彼が自分に想いを寄せていることは知らずにいる。
3年前の通り魔殺人事件によって妻を亡くしたアツシ（篠原篤）は、喪失感を拭えないまま、橋梁点検の仕事に就いている。テレビでは、事件の容疑者が精神鑑定の末に措置入院となったと報じられている。アツシは、以前より損害賠償請求の訴訟を起こそうと弁護士に相談をしていたが、不都合な判決が出てしまった為、一方的に断られてしまう。
絶望して無断欠勤の続いているアツシを心配した先輩の黒田（黒田大輔）が、アツシから頼まれていた前借金と差し入れを持ってアツシの家を訪れる。

## キャスト
- 篠塚アツシ - 篠原篤
- 高橋瞳子 - 成嶋瞳子
- 四ノ宮 - 池田良
- 吉田晴美 - 安藤玉恵
- 黒田大輔 - 黒田大輔
- 溝口（区役所の職員） - 山中崇
- 女子アナ - 内田慈
- 聡 - 山中聡
- アツシの先輩 - リリー・フランキー
- 高橋敬子 - 木野花
- 藤田弘 - 光石研

## 製作
橋口亮輔のワークショップに参加していた篠原篤、成嶋瞳子、池田良の3名が、オーディションを経て、本作の主演に選ばれた。また、出演者の約8割をアマチュアの俳優が占めている。脚本の執筆には8か月が費やされた。

## 上映
2015年10月28日、第28回東京国際映画祭の「Japan Now」部門にて上映された。日本では11月14日に一般公開される。

## 評価
『The Japan Times』のマーク・シリングは、本作に5点満点の4.5点を与え、「この1年間に見た中で最良の作品である」と述べた。『The Hollywood Reporter』のデボラ・ヤングは「恋愛関係につきものの絶望や幻滅が、如才ない繊細さで捉えられている」と指摘した。

### 受賞歴
- 第89回キネマ旬報ベスト・テン[8][9]
  - 日本映画ベスト・テン 第1位
  - 新人男優賞（篠原篤）
  - 監督賞（橋口亮輔）
  - 脚本賞（橋口亮輔）
- 第70回毎日映画コンクール[10]
  - 日本映画大賞
  - 録音賞（小川武）
- 第37回ヨコハマ映画祭[11]
  - 日本映画ベスト・テン 第2位
  - 監督賞（橋口亮輔）
  - 助演男優賞（光石研）
- 第30回高崎映画祭[12]
  - 最優秀監督賞（橋口亮輔）
  - 最優秀助演男優賞（黒田大輔）
  - 優秀新進俳優賞（篠原篤）
  - 優秀新進俳優賞（成嶋瞳子）
  - 優秀新進俳優賞（池田良）
- 第39回日本アカデミー賞[13]
  - 新人俳優賞（篠原篤）
- 第58回ブルーリボン賞[14]
  - 監督賞（橋口亮輔）
- 第25回日本映画プロフェッショナル大賞[15]
  - 新進プロデューサー賞（深田誠剛、小野仁史）
- 第35回藤本賞[16]
  - 奨励賞（深田誠剛、小野仁史）

## DVDリリース・派生作品
- 恋人たち （2016年9月7日、松竹）[17]
  - DVDとBlu-rayには本編、特報と予告編を収録。
  - Blu-rayにはさらに本編メイキング、未公開シーン、劇場公開イベントの映像を収録。